# 道の駅くりもと
道の駅くりもと（みちのえき くりもと）は、千葉県香取市にある千葉県道44号成田小見川鹿島港線の道の駅である。愛称は紅小町の郷（べにこまちのさと）。

## 概要
2002年（平成14年）8月10日に開駅。地元の新鮮な農産物を販売している。
駅の建物の裏には釣堀などがある里山公園があり、県道の向かいにある体験農園施設は個人で借りて野菜を栽培することもできる。

## 施設
- 駐車場
  - 普通：39台
  - 大型：5台
  - 身体障害者用：1台

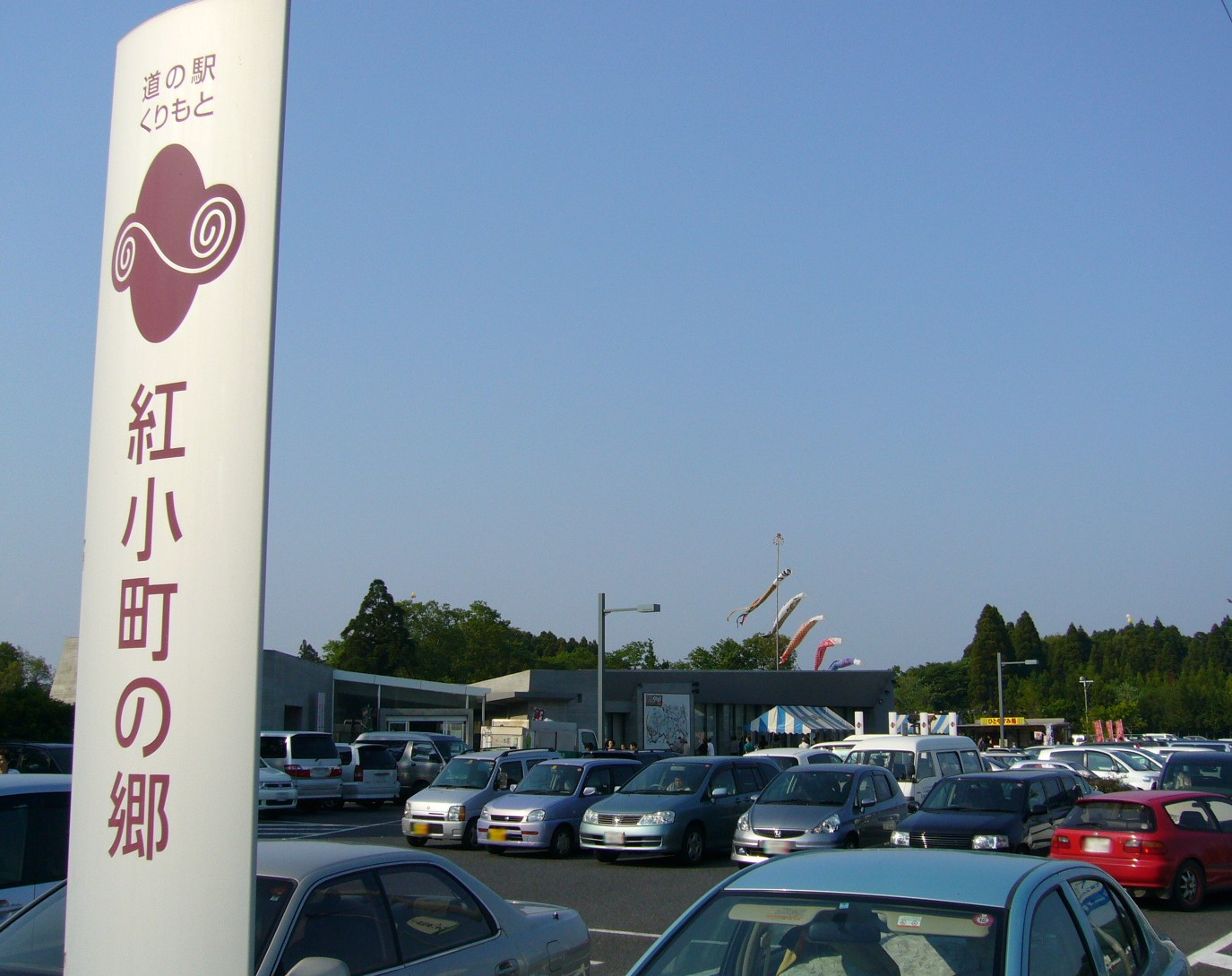
看板と駐車場

  - 電気自動車用急速充電器：1台。2014年（平成26年）12月11日設置[3]。
- トイレ
  - 男：12器
  - 女：9器
  - 身障者用：2器
- 自動販売機
- 情報コーナー
- 農産物直売所…地元で栽培された新鮮な野菜、果物を生産者がわかるように販売。豚肉やその加工品その他さまざまな食品を販売。
- 味処いっぷく…地元産の豚肉を使った料理など[4]。
- 花植木コーナー
- チーサチーサ（パン店）
- 体験農園施設…1区画50m2を個人に貸し出し農園として使うことができる。アドバイザー制度あり。

## 休館日
- 12月31日 - 1月1日

## アクセス
- 千葉県道44号成田小見川鹿島港線
- 香取市循環バス横断ルート

## 駅周辺
- 中白清水
- サツマイモ（ベニコマチ・ベニアズマ）畑
- ナシ園、ブドウ園